# Daniel Colindres
Daniel Colindres Solera (Alajuela, 17 juni 1988) is een Costa Ricaans voetballer die doorgaans speelt als linksbuiten. In juli 2025 verruilde hij Municipal Liberia voor Puntarenas. Colindres maakte in 2011 zijn debuut in het Costa Ricaans voetbalelftal.

## Clubcarrière
Colindres speelde in de jeugdopleiding van Deportivo Saprissa en brak ook door bij die club. Na drie competitiewedstrijden in het eerste elftal werd de vleugelspeler voor anderhalf jaar op huurbasis gestald bij Santos de Guápiles. Daar kwam hij tot negen treffers in drieënveertig duels en bij zijn terugkeer in Saprissa kwam Colindres wat vaker aan spelen toe. De eerste helft van het seizoen 2013/14 bracht de Costa Ricaan opnieuw op huurbasis door; ditmaal bij Puntarenas. Na deze twee verhuurperiode kreeg hij een vastere basisplaats en kwam hij ook vaker aan spelen toe. Vanaf het seizoen 2013/14 werd Colindres met Deportivo Saprissa vijfmaal op rij landskampioen.
Medio 2018 trok de vleugelspeler naar Bashundhara Kings. Na een jaar terug bij Deportivo Saprissa trok opnieuw een Bengaalse club hem aan, nu Abahani Limited. Medio 2023 keerde Colindres bij Municipal Liberia terug in Costa Rica. Puntarenas nam hem in juli 2025 over.

## Clubstatistieken
| Seizoen | Club                 | Competitie       | Competitie | Competitie | Beker | Beker | Internationaal | Internationaal | Totaal | Totaal |
| Seizoen | Club                 | Competitie       | Wed.       | Dlp.       | Wed.  | Dlp.  | Wed.           | Dlp.           | Wed.   | Dlp.   |
| ------- | -------------------- | ---------------- | ---------- | ---------- | ----- | ----- | -------------- | -------------- | ------ | ------ |
| 2009/10 | Deportivo Saprissa   | Primera División | 3          | 0          | 0     | 0     | —              | —              | 3      | 0      |
| 2010/11 | → Santos de Guápiles | Primera División | 33         | 7          | 0     | 0     | —              | —              | 33     | 7      |
| 2011/12 | → Santos de Guápiles | Primera División | 10         | 2          | 0     | 0     | —              | —              | 10     | 2      |
| 2011/12 | Deportivo Saprissa   | Primera División | 12         | 1          | 0     | 0     | —              | —              | 12     | 1      |
| 2012/13 | Deportivo Saprissa   | Primera División | 20         | 4          | 0     | 0     | —              | —              | 20     | 4      |
| 2013/14 | → Puntarenas         | Primera División | 20         | 7          | 0     | 0     | —              | —              | 20     | 7      |
| 2013/14 | Deportivo Saprissa   | Primera División | 23         | 3          | 0     | 0     | —              | —              | 23     | 3      |
| 2014/15 | Deportivo Saprissa   | Primera División | 31         | 7          | 0     | 0     | 5              | 0              | 36     | 7      |
| 2015/16 | Deportivo Saprissa   | Primera División | 45         | 9          | 0     | 0     | 3              | 1              | 48     | 10     |
| 2016/17 | Deportivo Saprissa   | Primera División | 56         | 18         | 0     | 0     | 6              | 0              | 62     | 18     |
| 2017/18 | Deportivo Saprissa   | Primera División | 47         | 13         | 0     | 0     | 1              | 0              | 48     | 13     |
| 2018/19 | Deportivo Saprissa   | Primera División | 7          | 2          | 0     | 0     | 0              | 0              | 7      | 2      |
| 2018/19 | Bashundhara Kings    | Premier League   | 23         | 11         | 0     | 0     | —              | —              | 23     | 11     |
| 2019/20 | Bashundhara Kings    | Premier League   | 6          | 3          | 0     | 0     | 1              | 1              | 7      | 4      |
| 2020/21 | Deportivo Saprissa   | Primera División | 38         | 9          | 1     | 0     | 6              | 0              | 45     | 9      |
| 2021/22 | Deportivo Saprissa   | Primera División | 19         | 0          | 1     | 2     | 4              | 0              | 24     | 2      |
| 2022    | Abahani Limited      | Premier League   | 22         | 10         | 0     | 0     | 1              | 1              | 23     | 11     |
| 2022/23 | Abahani Limited      | Premier League   | 18         | 12         | 0     | 0     | —              | —              | 18     | 12     |
| 2023/24 | Municipal Liberia    | Primera División | 38         | 10         | 0     | 0     | —              | —              | 38     | 10     |
| 2024/25 | Municipal Liberia    | Primera División | 42         | 12         | 0     | 0     | —              | —              | 42     | 12     |
| 2025/26 | Puntarenas           | Primera División | 0          | 0          | 0     | 0     | —              | —              | 0      | 0      |
| Totaal  | Totaal               | Totaal           | 513        | 140        | 2     | 2     | 27             | 3              | 552    | 145    |

Bijgewerkt op 21 juli 2025.

## Interlandcarrière
Colindres maakte zijn debuut in het Costa Ricaans voetbalelftal op 2 september 2011, toen met 0–1 gewonnen werd van de Verenigde Staten door een doelpunt van Rodney Wallace. De vleugelspeler moest van interim-bondscoach Rónald González als wisselspeler aan het duel beginnen en viel in de rust in voor Josué Martínez. De andere debutanten dit duel waren Wallace (Portland Timbers) en Keismer Powell (Brujas).
Colindres werd in mei 2018 door Óscar Antonio Ramírez opgenomen in de selectie van Costa Rica voor het wereldkampioenschap in Rusland. Op het eindtoernooi eindigde het toernooi van Costa Rica in de groepsfase, na nederlagen tegen Servië (0–1) en Brazilië (2–0) en een gelijkspel tegen Zwitserland (2–2). Colindres mocht tegen Servië en Zwitserland invallen.
| Interlands van Daniel Colindres voor Costa Rica | Interlands van Daniel Colindres voor Costa Rica | Interlands van Daniel Colindres voor Costa Rica | Interlands van Daniel Colindres voor Costa Rica | Interlands van Daniel Colindres voor Costa Rica | Interlands van Daniel Colindres voor Costa Rica | Interlands van Daniel Colindres voor Costa Rica |
| №                                               | Datum                                           | Wedstrijd                                       | Uitslag                                         | Competitie                                      | Goals                                           |                                                 |
| Als speler bij Deportivo Saprissa               | Als speler bij Deportivo Saprissa               | Als speler bij Deportivo Saprissa               | Als speler bij Deportivo Saprissa               | Als speler bij Deportivo Saprissa               | Als speler bij Deportivo Saprissa               | Als speler bij Deportivo Saprissa               |
| ----------------------------------------------- | ----------------------------------------------- | ----------------------------------------------- | ----------------------------------------------- | ----------------------------------------------- | ----------------------------------------------- | ----------------------------------------------- |
| 1                                               | 2 september 2011                                | Verenigde Staten – Costa Rica                   | 0 – 1                                           | Vriendschappelijk                               |                                                 |                                                 |
| 2                                               | 6 september 2011                                | Ecuador – Costa Rica                            | 4 – 0                                           | Vriendschappelijk                               |                                                 |                                                 |
| 3                                               | 15 augustus 2012                                | Costa Rica – Peru                               | 0 – 1                                           | Vriendschappelijk                               |                                                 |                                                 |
| 4                                               | 5 september 2015                                | Brazilië – Costa Rica                           | 1 – 0                                           | Vriendschappelijk                               |                                                 |                                                 |
| 5                                               | 8 oktober 2015                                  | Costa Rica – Zuid-Afrika                        | 0 – 1                                           | Vriendschappelijk                               |                                                 |                                                 |
| 6                                               | 13 oktober 2015                                 | Verenigde Staten – Costa Rica                   | 0 – 1                                           | Vriendschappelijk                               |                                                 |                                                 |
| 7                                               | 2 februari 2016                                 | Venezuela – Costa Rica                          | 1 – 0                                           | Vriendschappelijk                               |                                                 |                                                 |
| 8                                               | 5 september 2017                                | Costa Rica – Mexico                             | 1 – 1                                           | WK 2018 kwalificatie                            |                                                 |                                                 |
| 9                                               | 6 oktober 2017                                  | Costa Rica – Honduras                           | 1 – 1                                           | WK 2018 kwalificatie                            |                                                 |                                                 |
| 10                                              | 14 november 2017                                | Hongarije – Costa Rica                          | 1 – 0                                           | Vriendschappelijk                               |                                                 |                                                 |
| 11                                              | 23 maart 2018                                   | Schotland – Costa Rica                          | 0 – 1                                           | Vriendschappelijk                               |                                                 |                                                 |
| 12                                              | 27 maart 2018                                   | Tunesië – Costa Rica                            | 1 – 0                                           | Vriendschappelijk                               |                                                 |                                                 |
| 13                                              | 3 juni 2018                                     | Costa Rica – Noord-Ierland                      | 3 – 0                                           | Vriendschappelijk                               |                                                 |                                                 |
| 14                                              | 17 juni 2018                                    | Costa Rica – Servië                             | 0 – 1                                           | WK 2018                                         |                                                 |                                                 |
| 15                                              | 27 juni 2018                                    | Zwitserland – Costa Rica                        | 2 – 2                                           | WK 2018                                         |                                                 |                                                 |
| 16                                              | 7 september 2018                                | Zuid-Korea – Costa Rica                         | 2 – 0                                           | Vriendschappelijk                               |                                                 |                                                 |
| 17                                              | 11 september 2018                               | Japan – Costa Rica                              | 3 – 0                                           | Vriendschappelijk                               |                                                 |                                                 |

Bijgewerkt op 21 juli 2025.

## Erelijst
| Competitie         |                    |                                                      |                    |                    |
| Competitie         | Aantal             | Jaren                                                |                    |                    |
| Deportivo Saprissa | Deportivo Saprissa | Deportivo Saprissa                                   | Deportivo Saprissa | Deportivo Saprissa |
| ------------------ | ------------------ | ---------------------------------------------------- | ------------------ | ------------------ |
| Primera División   | 6                  | 2013/14, 2014/15, 2015/16, 2016/17, 2017/18, 2020/21 |                    |                    |
| Bashundhara Kings  |                    |                                                      |                    |                    |
| Premier League     | 1                  | 2018/19                                              |                    |                    |